# 辉紫喉宝石蜂鸟
，是雨燕目蜂鸟科的一种鸟类。
辉紫喉宝石蜂鸟体重约5.2克，翼长约65.4毫米，嘴峰长约24.6毫米，喙宽度约2.7毫米，喙厚度约1.9毫米，跗蹠长约4.4毫米，尾长约41.5毫米。辉紫喉宝石蜂鸟在其分布区内为留鸟，其栖息在密集的高大树木组成的森林中，食性为草食性，主要食物来源是植物的花蜜。

## 亚种
- ：分布于墨西哥东部山区（新莱昂州南部和塔毛利帕斯州南部至韦拉克鲁斯州和瓦哈卡州北部）。
- ：分布于墨西哥南部（瓦哈卡州西南部的米亚瓦特兰山脉西部）。
- ：分布于墨西哥南部的恰帕斯州至危地马拉、萨尔瓦多。
- ：分布于洪都拉斯。
- ：分布于墨西哥西南部的山区（米却肯州、格雷罗州和瓦哈卡州西部）。[4]